# Harold Butler
Sir Harold Beresford Butler, född den 6 oktober 1883, död den 26 mars 1951, var en brittisk ämbetsman och internationell politiker.
Butler blev 1910 sekreterare i brittiska delegationen vid internationella luftfartskonferensen i Paris. Efter flera års tjänstgöring inom Home Office utsågs han 1917 att delta i organiserande av det då nybildade brittiska arbetsministeriet, som han därefter en tid tillhörde. Vid fredskonferensen i Paris var Butler biträdande generalsekreterare i den kommission, som utarbetade avdelningen och arbetet i fredsfördraget. Vid internationella arbetskonferensen i Washington 1919 var Butler konferensens generalsekreterare, var från 1920 Internationella arbetsorganisationens vice direktör och blev efter Albert Thomas död 1932 organisationens direktör. I den egenskapen besökte han de flesta europeiska länder, bland annat Skandinavien.
Butler gav bland annat ut Industrial relation in the United states (1927), Unemployment problems in the United States (1931), Problems of industry in the East (1938) och The lost peace (1941). Hans årliga rapporter finns inkluderade i SOU 1935:51 och 1936:55. 1938 lämnade han Internationella arbetsorganisationen för att tillträda som rektor för det nygrundade Nuffield College i Oxford. 1939–1941 var han en av det brittiska civilförsvarets distriktschefer och från 1942 till krigsslutet tjänstgjorde han med ministers rang som informationsministeriets representant vid brittiska ambassaden i Washington.